# Dompierre-en-Morvan
Dompierre-en-Morvan ist eine französische Gemeinde mit 200 Einwohnern (Stand: 1. Januar 2022) im Département Côte-d’Or in der Region Bourgogne-Franche-Comté. Die Gemeinde gehört zum Arrondissement Montbard und zum Kanton Semur-en-Auxois. 

## Geographie
Dompierre-en-Morvan liegt in den nordöstlichen Ausläufern des Morvan. An der westlichen Gemeindegrenze verläuft der Fluss Argentalet. Umgeben wird Dompierre-en-Morvan von den Nachbargemeinden Thoste im Norden, Montigny-Saint-Barthélemy im Nordosten, Aisy-sous-Thil im Osten, Lacour-d’Arcenay im Süden sowie La Roche-en-Brenil im Westen.

## Bevölkerungsentwicklung
| Jahr                       | 1962 | 1968 | 1975 | 1982 | 1990 | 1999 | 2006 | 2013 | 2019 |
| Einwohner                  | 267  | 218  | 204  | 161  | 163  | 200  | 206  | 217  | 203  |
| Quellen: Cassini und INSEE |      |      |      |      |      |      |      |      |      |

## Sehenswürdigkeiten

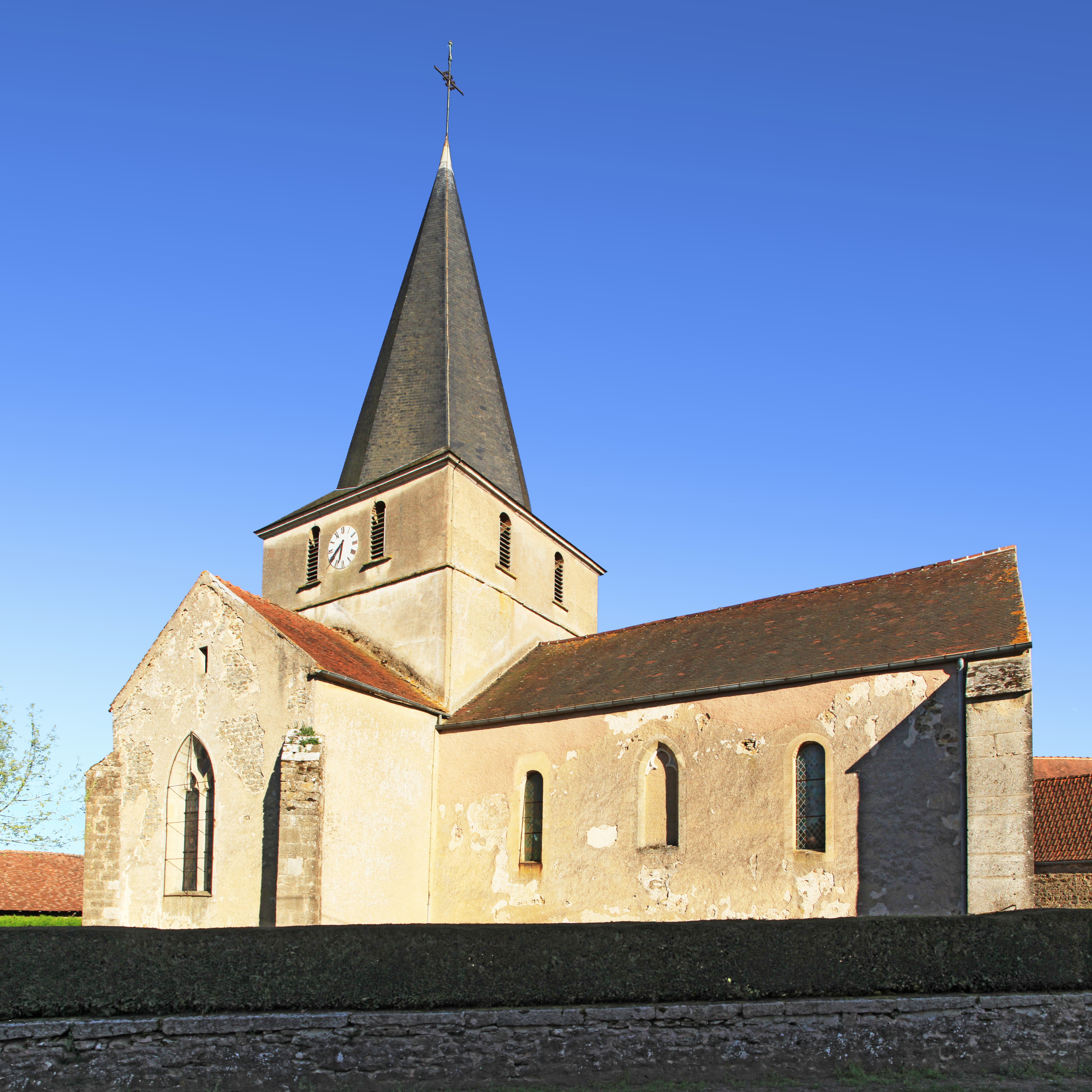
Kirche Saint-Pierre

- Kirche Saint-Pierre aus dem 12. Jahrhundert
- Schloss Villars aus dem Jahre 1767, Monument historique seit 1979